# 宮田佳代子
宮田 佳代子（みやた かよこ、1966年2月27日 - ）は三桂所属のニュースキャスター。

## 来歴・人物
東京都出身。國學院高等学校、日本大学芸術学部放送学科卒業。アナウンサーを目指すきっかけは吉田照美のラジオのリスナーだった事だった。大学在学中に『FMリクエストアワー』のアシスタントを務め、後に『サンデーモーニング』（TBS）でデビュー以来、数々の報道・情報・バラエティ番組に出演。1992年10月から2006年9月24日まで『サンデープロジェクト』（テレビ朝日）の司会を務めた。テレビ出演の傍ら、講演・シンポジウムの司会なども務める。夫は元NHKディレクターでスポーツジャーナリストの石田雄太。1児の母。

## 過去の出演番組
テレビ番組
| 期間         | 期間          | 番組名                                               | 役職                                         |
| ------------ | ------------- | ---------------------------------------------------- | -------------------------------------------- |
| 1987年       | 1988年        | ショットガン（フジテレビ）                           | 不定期でのキャスター                         |
| 1990年4月    | 1991年3月     | サタデースポーツ（NHK総合）                          | 進行キャスター                               |
| 1990年4月    | 1991年3月     | サンデースポーツ（NHK総合）                          | 進行キャスター                               |
| 1991年4月    | 1991年9月     | 敏感!エコノクエスト（毎日放送）                      | 司会                                         |
| 1992年10月   | 2006年9月     | サンデープロジェクト（テレビ朝日・朝日放送）         | 総合司会 ※途中半年は、出産準備に伴い一時休養 |
| 2000年7月3日 | 2004年3月22日 | 2時ドキッ!（関西テレビ）                             | 月曜日パーソナリティー                       |
| 2010年4月    | 降板時期不明  | Nスタ（TBSテレビ）                                   | 不定期でのコメンテーター                     |
| 2011年10月   | 2014年3月     | 情報満載ライブショー モーニングバード!（テレビ朝日） | 火曜日レギュラーゲスト                       |
| 2014年4月    | 2015年3月     | 情報満載ライブショー モーニングバード!（テレビ朝日） | 木曜日レギュラーゲスト                       |
| 2014年4月    | 2020年3月     | モーニングCROSS（TOKYO MX）                          | 不定期でのコメンテーター                     |

ラジオ番組
- AJINOMOTO JAPANESE POPS REFRAIN（TOKYO FM）

## その他の活動
- 城西国際大学メディア学部教授
- ドナルド・マクドナルド・ハウス・チャリティーズ・ジャパン財団評議員

## 著作
- 花嫁花婿のあいさつと手紙―両親へ!参列者へ!仲人へ!友人へ!（1998年、大泉書店） ISBN 9784278035728
- 友人・同僚に贈るウエディングスピーチ―ふたりを祝福し、場を盛り上げるヒント（2001年、大泉書店） ISBN 9784278035735